# Antilhas Neerlandesas nos Jogos Olímpicos de Verão de 1976
As Antilhas Neerlandesas participaram dos Jogos Olímpicos de Verão de 1976 em Montreal, Canadá.